# Bergantino
Bergantino là một đô thị ở tỉnh Rovigo ở vùng Veneto của Ý, có khoảng cách khoảng 90 km về phía tây nam của Venezia và khoảng 40 km về phía tây của Rovigo. Tại thời điểm ngày 31 tháng 12 năm 2004, đô thị này có dân số 2.612 người và diện tích là 18,2 km².
Đô thị Bergantino có các frazioni (các đơn vị cấp dưới, chủ yếu là các làng) Bugno, Ca'Poltronieri, Le Fornaci, Malpassaggio, Marchese, Prateria, và San Giovanni.
Bergantino giáp các đô thị: Borgofranco sul Po, Carbonara di Po, Castelnovo Bariano, Cerea, Legnago, Melara.